# Чилам-Балам

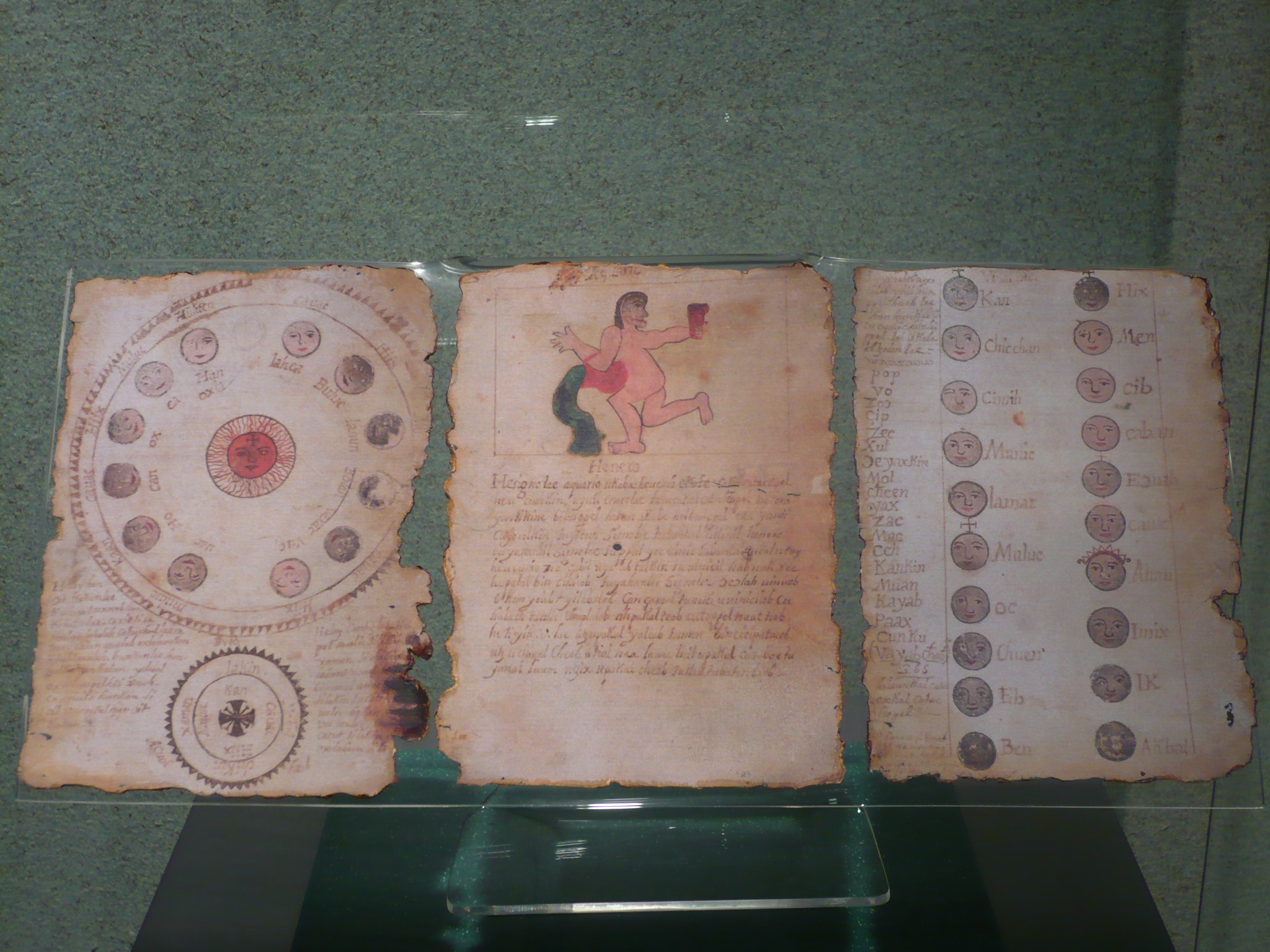
Чилам-Балам з Ішиля

Чилам-Балам (Chilam Balam) — загальне позначення рукописних збірок мая, записаних у різних населених пунктах Юкатана в XVII—XVIII століттях латиницею юкатекською мовою. Назва перекладається як «Книга пророка Ягуара».

## Історія
Після іспанського завоювання маянських держав ієрогліфічна писемність була забута, однак, літературна традиція мая Юкатана збереглася в записаних пристосованої до мови індіанців латиницею збірках, які отримали умовну назву «Книги Чилам Балам.» Про їх існування згадують вже автори XVII—XVIII століть, проте відомими європейським дослідникам ці тексти стали в середині XIX століття.
«Кодекс Переса I» є копією матеріалів втрачених «Книг Чилам Балам з Мані» (їх було чотири, датовані 1689, 1697, 1755 і 1761 роками), зробленої між 1837 і 1838 роками одним з перших дослідників писемної спадщини мая Юкатана Хуаном Піо Пересом. У 1842 році Перес познайомив зі своїм перекладом хроніки американського мандрівника і письменника Дж. Ллойда Стефенса, який опублікував її частковий англійський переклад як додаток до своєї книги «Пригоди подорожі Юкатаном». У 1864 році текст разом з французьким перекладом був опублікований Ш.-Е. Брассером де Бурбуром в додатку до видання «Повідомлення про справи в Юкатані» Дієго де Ланди. У 1878—1882 роках була опублікована одним з найкращих у XIX ст. знавців літератури мая єпископом Юкатана Кресенсіо Каррільо-і-Анкона. У 1880 році Ф. Валентіні здійснив її англійський переклад, у 1882 році — Д. Г. Брінтон, в 1909 році було опубліковано іспанська переклад Х. Мартінеса Ернандеса, в 1949 році вийшов повний переклад маянського тексту іспанською мовою, виконаний Е. Солісом Алькала, а в 1979 році — новий англійський переклад Е. Крейна і Р. Рейнсдорп.
Книга Чилам Балам з Чумайеля згідно з наявними в ній позначками була складена в селищі Чумайель місцевим жителем Хуаном Хосе Хоілем на початку 1782 року. Між 1832 і 1868 роками вона переходила з рук в руки, поки не опинилася в колекції К. Каррільо-і-Анкони, який передав її в розпорядження лінгвіста К. Берендта, який зняв в 1868 році копію з рукопису, і археолога Т. Малера, який виготовив в 1887 році фотографічне відтворення. На основі копії Берендта переклад чумайельскої версії «Хроніки» підготував і опублікував Д. Брінтон. У 1913 році на основі негативів Малера вийшло в світ факсимільне видання Чумайельського рукопису Дж. Б. Гордона, що послужило основою для наступних публікацій і перекладів, оскільки оригінал рукопису було між 1915 і 1918 роками викрадено з Бібліотеки Сепеда в Меріді і до 1980-х років його доля була невідома (в даний час зберігається в бібліотеці Принстонського університету в США). У 1912 році вийшов у світ переклад хроніки з Чумайельського списку, виконаний Х. Мартінесом Ернандесом, в 1930 році опубліковано повний іспанська переклад тексту А. Медіса Боліо, в 1933 році — англійський переклад Р. Ройса. Російські переклади уривків історичного змісту з Чумайельського рукопис, що належать Ю. В. Кнорозову, опубліковані в 1963 році.
«Книга Чилам Балам з Тісіміна» («Кодекс Аноніма») була в 1870 році передана Мануелем Лусіано Пересом, парафіяльним священиком із цього селища, К.Каррільо-і-Анкона, незабаром К. Берендта була виконана копія, на основі якої Д.Брінтон здійснив перший переклад «Хроніки к'атунів» англійською мовою, в 1926 році вийшов іспанська переклад, здійснений Х. Мартінесом Ернандесом. Повні переклади Тісімінського рукопису здійснені М. В. Мейкемсон в 1951 році і М. Едмонсоном в 1982 році.

## Зміст
Зміст доволі різноманітний, являють собою досить хаотичну суміш текстів і уривків різного змісту, стилю і походження: від записів оригінальних індіанських міфів про створення світу до пояснення астрономічних явищ у відповідності з європейськими уявленнями пізнього Середньовіччя. Серед цього строкатого різноманіття дослідники виділяють 7 текстів, що оповідають про історичні події доіспанської епохи.
Історичні тексти, висхідні до іспанського періоду, представлені в книгах Чилам Балам трьома хроніками, трьома текстами про події часів Хунак Кєєля і текстом про мандри племені іца.
Зуяа — колекції своєрідних загадок, метафоричних висловлювань, що використовувалися для підтвердження прав місцевих володарів при сходжені на трон.
Міфологія мая, міфи про створення всесвіту, їх ритуали, містичні вірування та тому подібне.
Календарі мая, а також трактати з астрології, метеорології, сільськогосподарські «альманахи».
Медицина мая, де розповідається про практичні засоби лікування, зокрема за допомогою лікарських трав й зі застосуванням чаклунства.

## Перелік книг
- «Чилам Балам з Мані»
- «Чилам Балам з Тісіміна»
- «Чилам Балам з Чумайеля»
- «Чилам-Балам з Кауа»
- «Чилам-Балам з Ішиля»
- «Чилам-Балам з Нах»
- «Чилам-Балам з Текаша»
- «Чилам-Балам з Тусіка»
- «Чилам-Балам з Яшкукуля»

### Хроніка к'атунів
Найвідоміший з них — так звана «Хроніка к'атунів» або «Хроніка Матічу» представлена в 3 збірках: на сторінках 134—137 «Кодексу Переса I», на сторінках 74 — 77 «Книги Чилам Балам з Чумайеля» і на сторінках 18v — 19r «Книги Чилам Балам з Тісіміна». У всіх трьох рукописах представлена в різних редакціях. Найповніша міститься в «Кодексі Переса», найкоротша — у Чумайельському списку.
За структурою «Хроніка» являє собою перерахування календарних одиниць — к'атунів (всього їх у зведеній редакції вказано 99), з якими в низці випадків пов'язуються ті чи інші історичні події. Вся хроніка являє собою компіляцію з кількох самостійних частин. Укладач компіляції, що жив в XVII столітті (остання подія хроніки відноситься до 1611 року), прагнув відновити безперервну список двадцятиріччя і в деяких місцях перерахував бракуючі відомості, з'єднавши таким чином окремі фрагменти, що служили йому джерелом. У результаті вийшло механічне з'єднання різнорідних частин, а одні й ті ж події стали фігурувати двічі і тричі в різних місцях хроніки.
В ній об'єднані кілька фрагментів, що паралельно розповідають про події одного і того ж часу та відносяться до історичної традиції різних груп, що населяли Юкатан у X—XVI ст. Перша з цих груп — тутуль шіу, з якою пов'язані перша і третя частини «Хроніки». Одна з них являє традицію групи, що оселилася в області Чак Новітон (щодо її точного ототожнення серед дослідників немає єдиної думки), інша — групи, що зайняла район Ушмаля, який до того часу вже переживав занепад.
Друга етноісторичних спільність, чия традиція представлена в «Хроніці катунів» — іца, що є головними діючими особами у 2 і 4 частинах. Водночас «Хроніка к'атунів» не згадує тольтеків і їх вождя Кецалькоатля—Кукулькана. Вихід іца з Чичен-Іца і в другій, і в четвертій частинах «Хроніки» відноситься до к'атуну 8 Ахав (1185—1204 роки).
Своєрідна цілісна схема історії Юкатана представлена в «Стислій хроніці», що міститься на сторінках 77-78 Чумайельского рукопису. Вона виділяє 4 епохи, в кожну з яких жителі півострова мали особливе ім'я: «чотири загони країни» — в епоху завоювання, іца — в період панування Чичен-Іца, мая — за часів панування Маяпана, і християни — після іспанського завоювання.